# Mühlhausen-Ehingen
Mühlhausen-Ehingen este o comună din landul Baden-Württemberg, Germania.

## Orașe înfrățite
- Domène, Franța din  1997

1. ↑   http://www.statistik.baden-wuerttemberg.de/BevoelkGebiet/Bevoelkerung/01515020.tab?R=GS335097 Lipsește sau este vid: |title= (ajutor)